# Connel Bridge
Connel Bridge, auch Connel Ferry Bridge, ist eine Gerberträgerbrücke an der Mündung des Loch Etive in Schottland. Sie führt die Straße A828 von Connel über die Falls of Lora nach North Connel. Die Connel Bridge war bei ihrer Fertigstellung nach der Forth Bridge die Brücke mit der zweitlängsten Spannweite im Vereinigten Königreich.

## Konstruktion

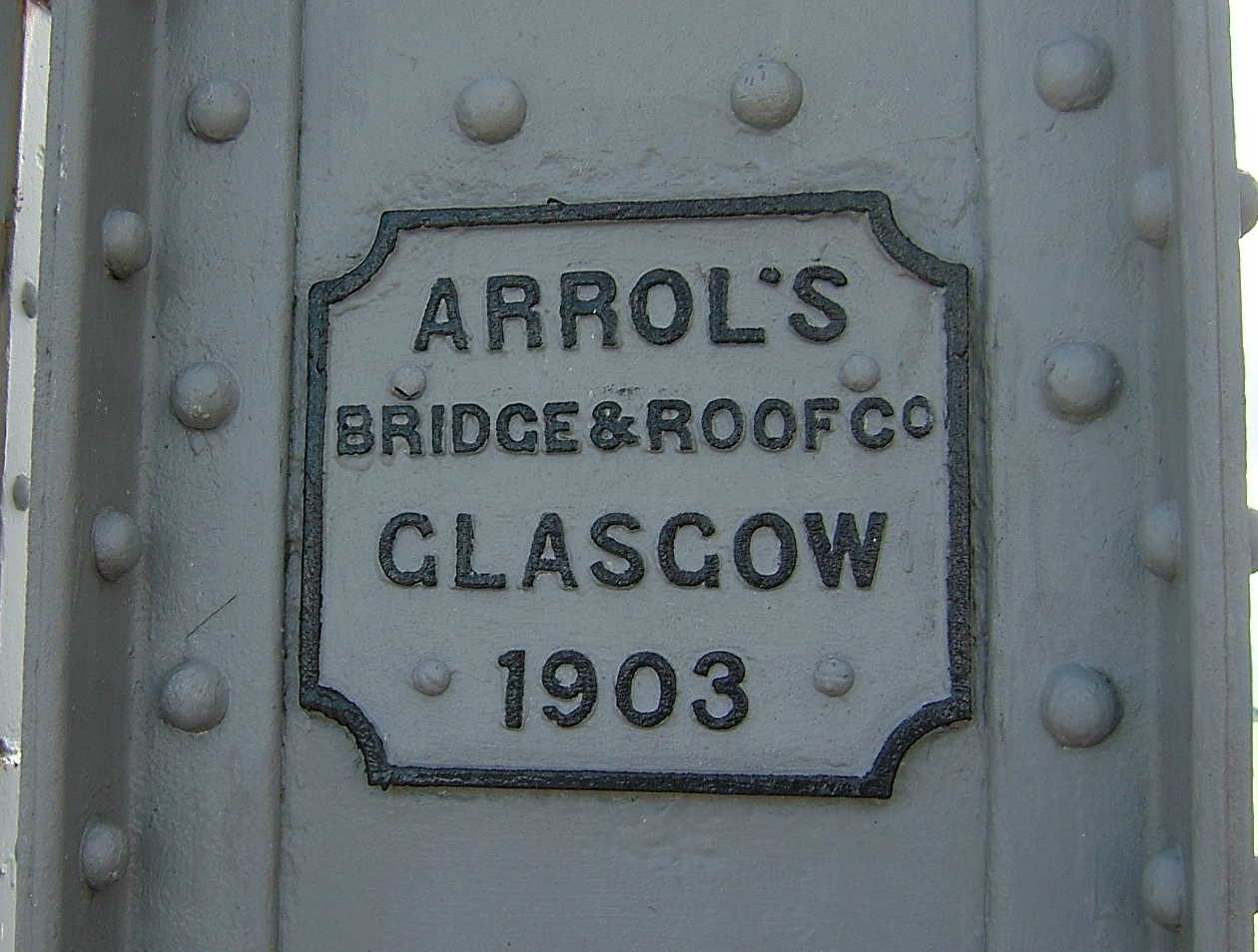
Schild der Konstruktionsfirma an der Brücke

Die Brücke hat eine Spannweite von 152,5 m. Die Fahrbahn liegt in 15 m Höhe über dem Wasserspiegel. Gemauerte Vorbrücken mit jeweils drei Bögen stellen beiderseits die Verbindung zum Land her. 
Die Brücke wurde von der Firme Sir William Arrol & Co. aus Glasgow  errichtet und am 9. Mai 1903 fertiggestellt. Fast 2.600 Tonnen Stahl wurden für den Bau eingesetzt. Die Baukosten betrugen fast 43.000 £.

## Eisenbahn- und Straßenbrücke
Ursprünglich war die Brücke eine einspurige Eisenbahnbrücke. Sie diente der Zweigstrecke nach Ballachulish der Callander and Oban Railway, die am 20. August 1903 eröffnet wurde. 1909 kam eine weitere Verbindung zwischen dem Bahnhof Connel Ferry Station und Benderloch hinzu. Auf ihr konnten Straßenfahrzeuge in beiden Richtungen über die Brücke transportiert werden. Die Fahrzeuge wurden jeweils einzeln auf einen Kremser geladen, der von der Glasgower Firma St. Rollox railway works für den Schienenbetrieb adaptiert worden war.
1914 wurde eine Straße parallel zur Bahnlinie über die Brücke geführt. Die Straße verlief auf der Westseite und die Schienen auf der Ostseite. Wegen der engen Nachbarschaft durften Schienen- und Straßenfahrzeuge nicht gleichzeitig über die Brücke fahren. Tore an beiden Enden regelten den Zugang. Die Straßennutzer mussten eine Brückenmaut entrichten. 
1966 wurde die Bahnlinie außer Betrieb genommen. Die Brücke wurde zu einer reinen Straßenbrücke umgebaut und die Maut abgeschafft. Die Brücke ist trotzdem zu schmal für den Betrieb im Gegenverkehr. Verkehrsampeln an beiden Enden regeln heutzutage den Zugang. 
Mehrmals wurden die Stahlträger oberhalb der Durchfahrten an beiden Enden von hohen Lastwagen gerammt. Daraufhin wurden die Durchfahrten erhöht. Heute beträgt die maximale Durchfahrtshöhe 4,2 m.

## Film
Auf der Brücke spielt eine Szene in dem Film Die Nadel. Der deutsche Agent Heinrich Faber, gespielt von Donald Sutherland, fährt auf einem gestohlenen Motorrad über die Brücke. Als ihm unterwegs das Benzin ausgeht, stößt er das Motorrad die Uferböschung auf der Nordseite der Brücke hinunter.